# 클로라민
클로라민(chloramine, NH2Cl, NHCl2)은 수돗물의 정화에 쓰이는 암모니아와 염소가 반응하여 생성되는 무색의 액체이다. 하이포아염소산(HOCl), 하이포아염소산 이온(OCl-)를 유리염소라 부르고, 클로라민은 그와 구별해서 결합염소라고 부른다.

## 상수도 살균력 비교
상수를 만드는 과정에서 쓰이는 클로라민은 오존, 차아염소산(HOCl), 차아염소산이온(OCl-)보다 살균력이 떨어진다. 클로라민을 쓰면 유리염소를 쓸 때보다 살균작용이 오래 지속되는 장점이 있다.

## 같이 보기
- 물 처리
- 병원체